# Сінько Ярослав Олегович
Яросла́в Оле́гович Сінько́ (3 липня 1973 — 29 серпня 2014) — солдат Збройних сил України, учасник російсько-української війни.

## Короткий життєпис
Народився 1973 року в селі Козачі Лагері (Цюрупинський район, Херсонська область). 1990 року закінчив Козачелагерівську середню школу. Працював у Цюрупинському лісництві на лісовій пожежній станції.
Призваний за мобілізацією в червні 2014-го. Номер обслуги, 93-тя окрема механізована бригада.
Загинув під Іловайськом під час прориву з оточення. Похований із військовими почестями як тимчасово невстановлений захисник України в місті Дніпропетровськ.
Перебував у списках зниклих безвісти, ідентифікований за експертизою ДНК. 25 липня 2015 похований у Козачих Лагерях.
Був єдиним сином у батьків.

## Нагороди і вшанування
За особисту мужність і героїзм, виявлені у захисті державного суверенітету та територіальної цілісності України, вірність військовій присязі під час російсько-української війни, відзначений — нагороджений
- 16 січня 2016 року — орденом «За мужність» III ступеня (посмертно)[1]
- Його портрет розміщений на меморіалі «Стіна пам'яті полеглих за Україну» у Києві: секція 3, ряд 8, місце 37
- Вшановується 29 серпня на щоденному ранковому церемоніалі вшанування українських захисників, які загинули цього дня у різні роки внаслідок російської збройної агресії[2]